# Paracles bilinea
Paracles bilinea là một loài bướm đêm thuộc phân họ Arctiinae, họ Erebidae.